# Georges Ladrey
Georges Ladrey, né le 14 février 1920 à Sées et mort le 28 octobre 2012 à Crest, est un peintre français non figuratif de la nouvelle École de Paris.

## Biographie
Georges Ladrey naît à Sées, dans le département de l'Orne. Dans sa famille, deux noms illustres le précèdent : son arrière-grand-père Alexandre dit Ernest Ladrey, brillant photographe, ami de Nadar dont il reprendra l'atelier quand ce dernier changea de local ; son grand-père Henri Ladrey, photographe officiel du Sénat, dont l'artiste garde un souvenir ému.
Ce n'est pourtant pas d'eux que Georges Ladrey tire sa passion pour les arts : il rencontre véritablement la peinture le jour de ses douze ans en découvrant l'univers des Impressionnistes et de Monet notamment au musée de l'Orangerie à Paris. Ses parents habitant Joinville-le-Pont, il marche sur les traces de ces grands aînés : guinguettes de bord de Marne, scènes au bois de Boulogne. Mais après le remariage de son père devenu veuf, Georges Ladrey se trouve en butte à la tyrannie de sa belle-mère qui ira jusqu'à détruire, après guerre, ses premiers essais, de facture impressionniste. Il la fuira en entrant à quinze ans en apprentissage dans la joaillerie chez Raymond Dubois, qui travaille pour Cartier et apprécie sa peinture.
Mobilisé fin mai 1940, Georges Ladrey rejoint son régiment dans la DCA à La Rochelle avant d'être fait prisonnier par les Allemands qui, cependant, le rejettent en zone libre nouvellement créée. Après un passage dans les chantiers de jeunesse, il rejoint Nice en juin 1941 où il reprend la joaillerie. Ses premiers actes de résistance consistent à faire passer de zone occupée en zone libre pilotes de chasse, francs maçons et juifs recherchés par la Gestapo. Au sein de l'A.S. où il est l'agent de liaison du commandant Reignier, il crée le maquis de Theys aux environs de Grenoble. Il appartiendra ensuite au groupe franc du commandant Nal jusqu'à la Libération. Il continue à peindre dans la même veine, exécutant à l'occasion quelques copies de toiles de Monet qu'on lui commande. Il rencontre l'abbé Calès, peintre dauphinois à la personnalité très originale. Mais à la suite des bouleversements causés par la guerre, peindre à la manière des impressionnistes apparaît à l'artiste anachronique. En 1944-1945, le tableau La rue bleue - une vision  nocturne du vieux Grenoble - parle un langage nouveau tendant à l'abstraction : blanche géométrie, traits énergiques, teintes resserrées.
En 1945 se tient sa première exposition, composée d'œuvres de facture encore traditionnelle, à la galerie Repelin-Perriot de Grenoble. Georges Ladrey y rencontre le peintre Henri-Jean Closon qui l'encourage vivement. Lorsqu'il quitte les Alpes pour Paris avec l'intention de se perfectionner dans une école d'art, le sculpteur Émile Gilioli, qu'il a connu à la même époque, lui conseille plutôt de développer personnellement sa vision, jugeant sa technique suffisamment affirmée.
En 1946, le peintre découvre Alger et ses meilleurs artistes, parmi lesquels Maria Manton - déjà acquise à l'abstraction - et Louis Nallard, amis et références de toute une vie. De cette époque-là date Alger, une huile dont les couleurs, juxtaposées en une sorte de collage, et les arabesques traduisent la magie de la ville. L'abstraction sera consommée dans la série Amour-amort de 1946-1950. Dans l'une de ces toiles, Amours, formes, couleurs, matière grumeleuse du fond rendent à elles seules la puissance charnelle d'Alger, loin de toute anecdote. C'est lors de ce séjour en Algérie que Ladrey et ses amis font connaissance d'un très jeune poète, qui se présente comme critique d'art : Jean Sénac. Séduit par son talent, Georges Ladrey l'épaule dans les moments difficiles.
En 1949, Georges Ladrey se fixe dans la Drôme. Sa peinture sera placée sous le signe du constructivisme, de 1950 à 1956, le partage de la toile en plans colorés devenant une expression en soi : les larges aplats de couleurs vives et très tranchées - rouge, vert, noir, jaune, blanc, gris - tracent de nettes figures géométriques, inventent leurs propres paysages, leurs propres portraits (série des Pharaons de 1953). Il expose son travail à Lyon (1952, exposition reprise la même année à Crest et à Châtillon-en-Diois dans la Drôme), Grenoble et La Tronche dans l'Isère (1952, 1953, 1961), Crest (1957, 1959, 1961).
Parallèlement, Georges Ladrey mène une carrière de décorateur de théâtre. Nicolas Bataille fait appel à lui pour le décor du spectacle Federico Garcia Lorca au Petit Théâtre de l'Apollo à Paris en 1952. Il crée décors et costumes pour deux pièces d'un jeune auteur, Daniel Mauroc : Les poutres en 1953 et surtout Oméga au théâtre du Vieux-Colombier en 1956, une pièce adaptée de 1984 d'Orwell où un décor animé participe directement à l'action comme un véritable acteur. Il travaille cette même année pour le spectacle Aquascope, 1re biennale de la photo cinéma au Grand-Palais de Paris. 1955 le voit à la Fenice pour le 18e festival de musique contemporaine de Venise : il imagine les costumes, règle scénographie et lumières d'Imagerie Saint-Michel sur des musiques de Marius Constant et de Pierre Henry. Il s'inspire par la même occasion des figures de proue en bois sculpté des gondoles dont il tire la série de peintures L'âme des gondoles. On citera encore les décors pour la Carmen d'André de Richaud au Théâtre de Lutèce (1957), Minna von Barnhelm de Lessing au théâtre de Rochefort (1958) et L'Homme clandestin d'Anna Langfus, à nouveau au Théâtre de Lutèce (1959).
La peinture de Ladrey s'assouplit au tournant des années 1960 : c'est l'abstraction lyrique. Il estime que dans cette nouvelle manière de voir « tout sujet a disparu ne faisant place qu'aux percussions de formes » : dispersion de signes colorés flottant sur fond de jaunes étincelants d'Archéologie II (1960) ; masse rouge orangé tourbillonnant dans un chaos anarchique de vert-de-gris sombre pour India Song, hommage à Marguerite Duras (vers [978) ; figures mystérieuses émergeant d'une base de cinabre dans le Vin de Sedia (1961). Cette dernière œuvre figurera avec trois autres à l'exposition du musée de Bielefeld (alors en RFA), Peintures abstraites de Paris (1964).
D'autres huiles en revanche se rapprochent d'une vague figuration mais, évidemment, sans souci de réalisme ; il s'agit plutôt de la recréation d'une atmosphère par le jeu de la mémoire (silhouettes bleues sur fond rouge de Jemaâ el Fna de 1974).
En 1963, Louis Nallard fait entrer son ami Ladrey au Salon des réalités nouvelles. Il y exposera encore en 1965, 1967 et 1973. Deux expositions particulières lui sont consacrées : à la Tour Bayer (Paris-La Défense, octobre 1978-janvier 1979) et à Saint-Jean-Cap-Ferrat dans les Alpes-Maritimes (1981).
Après une période d'interruption, l'activité de Georges Ladrey reprend un nouvel élan à partir de 2000 et renoue avec cette abstraction mi-figurative : Porte I, Porte II (2001), série des Hommes d'Eyzahut (2003) sur le thème des falaises. Une grande rétrospective de sa peinture est organisée en août 2004 à Châtillon-en-Diois (Drôme). Le peintre tiendra à y associer des œuvres de ses amis : Maria Manton, Louis Nallard, Mohamed Aksouh, Marcel Bouqueton, Abdallah Benanteur et Eliane Brémond.
En 2010, le ministère de la Culture français lui a décerné l'insigne de chevalier de l'Ordre des Arts et des Lettres.

## Sommaire abrégé des expositions
- 1945 : 1re exposition particulière, Galerie Repelin-Perriot, Grenoble.
- 1951 : exposition La peinture au village à Châtillon-en-Diois (Drôme).
- 1952 : salon du Dauphiné à La Tronche (Isère) et salon d'Art Rhodanien à Serrières (Ardèche). Exposition Artistes de l'École de Paris, Galerie Grange à Lyon. Même exposition à Crest et à Châtillon-en-Diois (Drôme).
- 1953 : exposition dans la Drôme et à La Tronche (musée Hébert).
- 1956 : salon de Villeneuve-de-Berg (Ardèche).
- 1957 : festival Vallée de la Drôme. Exposition de peinture contemporaine à Crest (Drôme).
- 1959 : salon des Arts plastiques à Crest (Drôme).
- 1961 : salon de Grenoble à La Tronche (Isère) et à Crest (Drôme).
- 1963 : salon des réalités nouvelles (musée d'Art moderne de Paris).
- 1964 : Peinture abstraite de Paris, 13 peintres, musée de Bielefeld (Allemagne).
- 1965 : Galerie Le Fanal, Paris. Salon des Réalités Nouvelles (musée d'Art Moderne de Paris).
- 1967 : salon des réalités nouvelles (Parc Floral, Paris).
- 1973 : salon des réalités nouvelles (Parc Floral, Paris).
- 1976 : exposition particulière au Château de Pont-de-Barret (Drôme).
- 1978-79 : exposition d'octobre à janvier à la Tour Bayer (Paris-La Défense).
- 1981 : exposition particulière à Saint-Jean-Cap-Ferrat (Alpes-Maritimes).
- 2004 : rétrospective à Châtillon-en-Diois (Drôme).

## Principales scénographies
- 1952 : décor du spectacle Federico Garcia Lorca ; mise en scène de Nicolas Bataille (Petit Théâtre de l'Apollo, Paris).
- 1953 : décors et masques pour Judas d'Hubert Gignoux (Drôme). Décor et costumes pour Les poutres de Daniel Mauroc ; mise en scène de Lacombe. Décor et costumes pour Les femmes comme nous de C. A.  Ciccione. Décor et costumes pour La casa grande de V. Gil-Vilache (Théâtre de la Huchette, Paris).
- 1955 : scénographie, costumes et lumières pour l'Opéra-ballet de Paris, Imagerie Saint-Michel au 18e festival de Musique Contemporaine de Venise ; musiques de Marius Constant et de Pierre Henry, participation de Maurice Béjart sur une chorégraphie de Dick Sanders (Teatro La Fenice).
- 1956 : décors, costumes, lumières pour Oméga de Daniel Mauroc ; mise en scène Marc Eyraud, musique concrète de Francis Coupigny (Théâtre du Vieux-Colombier, Paris). Décor de la cuve, régie et lumières pour le spectacle Aquascope, 1re biennale de la Photo cinéma ; contrat Kodak (Grand Palais, Paris).
- 1957 : décor et lumières pour Carmen d'André de Richaud ; mise en scène de Bernard Jenny (Théâtre de Lutèce, Paris). Scénographie du spectacle Calderon ; mise en scène de Ceccaldi et Guy Colas (Comédie de Paris).
- 1958 : décors et costumes pour Minna von Barnhelm de Lessing ; mise en scène de Daniel Postal (Théâtre Charles de Rochefort, Paris).
- 1959 : décors et lumières pour L'Homme clandestin d'Anna Langfus ; mise en scène de Daniel Postal (Théâtre de Lutèce, Paris).

## Collections publiques
Musée municipal d'Orange : Pharaonisme, huile sur bois (1953).

## Jugements
"Georges Ladrey a réalisé deux étonnantes compositions grâce à un jeu parfait de teintes et de demi-teintes se confondant avec l'objet. La lumière de la rue, éclatante comme des paillettes de neige, ne troue pas la toile et reste ainsi, l'impression majeure de la rue." (Le Progrès, 6 août 1951)
"[Oméga] une pièce engagée pour laquelle [Georges Ladrey] avait réalisé un décor quelque peu révolutionnaire, en ce sens que les tableaux étaient considérés, véritablement, comme des acteurs abstraits, mais mobiles et qu'ils s'inséraient parfaitement dans l'action en tant que personnages. […] Un procédé qui constituait, en la circonstance, une expérience passionnante, car il représentait un effort étonnant dans la création et le renouvellement." (Jean Oddox, Le Progrès, 11 août 1959)
"Georges Ladrey nous présente, sur ces murs, une série de peintures abstraites traduisant une volonté de recherche et de création dont le jeu des formes, des courbes et des couleurs fait aussi penser au travail de l'orfèvre qu'il a été." (Vernissage du 26 octobre 1978, Bayer France)
"Georges Ladrey ne peint pas en mouvement : ce ne serait que la moindre des choses. Il peint le mouvement, le rapport dialectique de la chose, du regard et de l'idée, sans se poser d'autre question que celle de leur fuite, d'une vibration qui ne s'arrête qu'aux limites de la toile, dont les traces ne sont, parce qu'on se sert d'un pinceau, que les formes et les couleurs de ce qui s'agit." (Daniel Mauroc, Georges Ladrey)

## Sources
- Archives du peintre.
- Interview de Georges Ladrey par Christian Claude (décembre 2003).
- Rétrospective, Christian Claude (septembre 2005).
- Georges Ladrey, Christian Claude (décembre 2002).
- Georges Ladrey, Daniel Mauroc.
- Le peintre et le maçon, Francis Druart (janvier 1999).
- Catalogues de Bielefeld (1964), de Châtillon-en-Diois (août 2004).